# Acacio Valbuena Rodríguez
Acacio Valbuena Rodríguez (Horcadas, Riaño, 8 de mayo de 1922 - Madrid, 4 de mayo de 2011) fue un religioso católico español, prefecto apostólico del Sáhara Occidental.
Fue ordenado sacerdote de los Misioneros Oblatos de María Inmaculada el 17 de marzo de 1945, y el 10 de julio de 1994, Juan Pablo II le encomendó la Prefectura Apostólica de Sáhara Occidental. Tuvo una audiencia con el papa Benedicto XVI en Roma el 8 de junio de 2007. El Padre Valbuena también participó en la Asamblea de la Conferencia Episcopal Regional del Norte de África. Tenía la residencia en El Aaiún. El 25 de febrero de 2009 el papa Benedicto XVI aceptó su dimisión como prefecto apostólico del Sáhara Occidental por razones de edad.